# Acclaim Games
Acclaim Games era una società privata che produceva videogiochi, aveva sede a Beverly Hills in California.

## Storia
Fu fondata nel 2006 in seguito al fallimento della Acclaim Entertainment.
David Perry è stato direttore creativo (Chief Creative Officer) della Acclaim Games e con la sua compagnia GameInvestors.com procurò un grosso investimento nella Acclaim da parte della società finanziaria Mayfield nel 2007.
Il 26 agosto 2010 l'Acclaim Games è stata chiusa, essendo stata acquistata dalla Playdom, a sua volta acquistata dalla Disney. Tramite il proprio sito web ha annunciato che è stato interrotto il supporto per tutti i giochi, ad eccezione di 9Dragons, il quale ora è distribuito dalla GamersFist, grazie al nuovo contratto con la Indy21, proprietaria del gioco.

## Videogiochi
Qui di seguito elenchiamo i giochi precedentemente affiliati ad Acclaim:
- Bots
- 9Dragons
- 2 Moons
- The Cronicles of Spellborn
- Dance! Online
- Rock Free
- Knight's Blood
- Age of Lore
- My Diva Doll
- RanchStars
- PonyStars

Tutti i giochi pubblicati da Acclaim erano gratuiti e liberamente scaricabili dal sito dell'azienda, che si manteneva utilizzando gli acquisti di materiale "premium" da parte degli utenti.